# Nozze (Camus)
Nozze (Noces) è una raccolta di quattro saggi di Albert Camus, scritti nel 1936 e 1937 e pubblicati per la prima volta nel 1938 ad Algeri da Edmond Charlot. La prima edizione consisteva solo di pochi esemplari, e ad essa è seguita un'altra edizione nel 1941 e nel 1945 (qui aggiunta una nota dell'editore). Nel 1959, Gallimard ha ripubblicato la raccolta insieme a L'estate nel volume Noces, suivi de L'été.
I saggi sono:
- Nozze a Tipasa (Noces à Tipasa)
- Il vento a Djémila (Le vent à Djémila)
- L'estate a Algeri (L'été à Alger)
- Il deserto (Le désert)

## Edizioni
- Albert Camus, Il rovescio e il diritto; Nozze; L'estate, traduzione di Sergio Morando, Bompiani, 1959, ISBN 88-452-2531-3.